# Dust (album des Screaming Trees)
Pour les articles homonymes, voir Dust.
Albums de Screaming Trees
Sweet Oblivion
(1992) Ocean of Confusion
(2005)
Dust est le septième album studio du groupe de rock américain Screaming Trees, ultime parution du groupe avant leur séparation officielle, quatre ans plus tard. 

D'un son plus « posé » que leurs précédents opus, les compositions perdent leur rage punk pour s'orienter vers des textures plus grunge (notamment grâce à la participation du guitariste Mike McCready (membre de Pearl Jam) qui dispense un solo sur Dying Days).
Après la parution de l'album et les tournées qui suivirent (marquées par la présence de Josh Homme, fraîchement séparé de Kyuss et en route vers son projet des Queens of the Stone Age que ne tardera pas à rejoindre Mark Lanegan), le groupe se retrouvera dans l'incapacité de finaliser un éventuel album suivant, et finira par mettre un terme à l'aventure en 2000.

## Pistes
Toutes les chansons sont créditées de Van Conner/Gary Lee Conner/Mark Lanegan sauf  les pistes Halo of Ashes, Dime Western et Gospel Plow avec Barrett Martin en compositeur additionnel.
| No  | Titre                                                           | Durée |
| --- | --------------------------------------------------------------- | ----- |
| 1.  | Halo of Ashes                                                   | 4:04  |
| 2.  | All I Know                                                      | 3:35  |
| 3.  | Look at You                                                     | 4:42  |
| 4.  | Dying Days (avec la participation de Mike McCready (Pearl Jam)) | 4:51  |
| 5.  | Make My Mind                                                    | 4:11  |
| 6.  | Sworn And Broken                                                | 3:34  |
| 7.  | Witness                                                         | 3:39  |
| 8.  | Traveler                                                        | 5:22  |
| 9.  | Dime Western                                                    | 3:39  |
| 10. | Gospel Plow (reprise d'un standard folk américain)              | 6:17  |

## Personnel

### Principal
- Mark Lanegan : voix, guitare
- Gary Lee Conner : guitare électrique et acoustique, sitar coral, voix secondaires
- Van Conner : basse, guitare, voix secondaires
- Barrett Martin : Batterie, percussions (Conga, Tabla, Djembe), violon, harmonium
- Andy Wallace : mixage aux studios Soundtrack (New York)
- George Drakoulias : production

### Additionnel
- Chris Goss : voix secondaires sur All I Know et Sworn And Broken
- George Drakoulias : percussions supplémentaires
- Benmont Tench : mellotron sur Halo of Ashes, Traveller, Dime Western et Gospel Plow, piano, synthétiseur et orgue sur Dying Days, Look at You, Sworn And Broken et All I Know
- Milori : violon sur All I Know et Sworn And Broken
- 21st Street Singers : chœurs sur Dying Days
- Brian Jenkins : voix secondaire sur Traveler
- Jeff Nolan : guitare sur Dime Western